# Thomomys idahoensis
Espèce
Statut de conservation UICN

 LC  : Préoccupation mineure
Thomomys idahoensis est une espèce de rongeurs de la famille des Geomyidae. Ce gaufre à larges abajoues se rencontre en Amérique du Nord.
Cette espèce a été décrite pour la première fois en 1901 par un zoologiste américain, Clinton Hart Merriam (1855-1942).

## Liste des sous-espèces
Selon NCBI (13 nov. 2012) :
- sous-espèce Thomomys idahoensis pygmaeus